# Brewster (Washington)
Brewster ist eine Stadt (City) im Okanogan County im US-Bundesstaat Washington. Zum United States Census 2020 hatte Brewster 1983 Einwohner.

## Geschichte
Brewster wurde 1896 gegründet. Ein Brewster genanntes Postamt wird seit 1898 betrieben. Die Stadt leitet ihren Namen von John Bruster, einem Siedler-Pionier, ab.

## Geographie
Brewster liegt am Zusammenfluss von Okanogan River und Columbia River. Nach dem United States Census Bureau nimmt die Stadt eine Gesamtfläche von 3,08 Quadratkilometern ein, worunter keine Wasserflächen sind. Das Three Rivers Hospital mit dreißig Betten ist das größte Krankenhaus im County. Das Radioteleskop in Brewster ist das nördlichste von zehn Elementen des Very Long Baseline Array.

## Klima
|                        | Jan    | Feb    | Mär    | Apr   | Mai   | Jun   | Jul   | Aug   | Sep   | Okt    | Nov    | Dez    |   |        |
| Mittl. Temperatur (°C) | −1,67  | 1,11   | 6,39   | 10,83 | 15,28 | 19,17 | 23,33 | 23,06 | 17,78 | 10,00  | 3,06   | −2,22  | ⌀ | 10,6   |
| Mittl. Tagesmax. (°C)  | 13,89  | 17,78  | 25,56  | 33,89 | 39,44 | 42,22 | 43,33 | 43,33 | 39,44 | 30,00  | 23,89  | 15,00  | ⌀ | 30,7   |
| Mittl. Tagesmin. (°C)  | −28,33 | −28,33 | −16,67 | −7,22 | −3,33 | 0,56  | 1,67  | 1,67  | −1,67 | −12,22 | −22,78 | −28,33 | ⌀ | −12    |
|                        |        |        |        |       |       |       |       |       |       |        |        |        |   |        |
| Niederschlag (mm)      | 35,05  | 27,69  | 22,86  | 13,97 | 24,38 | 22,86 | 14,22 | 6,60  | 9,91  | 15,24  | 36,32  | 47,24  | Σ | 276,34 |

| −28,33 |

| −28,33 |

| −16,67 |

| −7,22 |

| −3,33 |

| 0,56 |

| 1,67 |

| 1,67 |

| −1,67 |

| −12,22 |

| −22,78 |

| −28,33 |

| −28,33 |

| −28,33 |

| −16,67 |

| −7,22 |

| −3,33 |

| 0,56 |

| 1,67 |

| 1,67 |

| −1,67 |

| −12,22 |

| −22,78 |

| −28,33 |

## Demographie
| Jahr | Einwohner¹ |
| ---- | ---------- |
| 1910 | 296        |
| 1920 | 394        |
| 1930 | 413        |
| 1940 | 447        |
| 1950 | 851        |
| 1960 | 940        |
| 1970 | 1.059      |
| 1980 | 1.337      |
| 1990 | 1.633      |
| 2000 | 2.189      |
| 2010 | 2.370      |
| 2020 | 1.983      |

¹ 1910–2020: Volkszählungsergebnisse

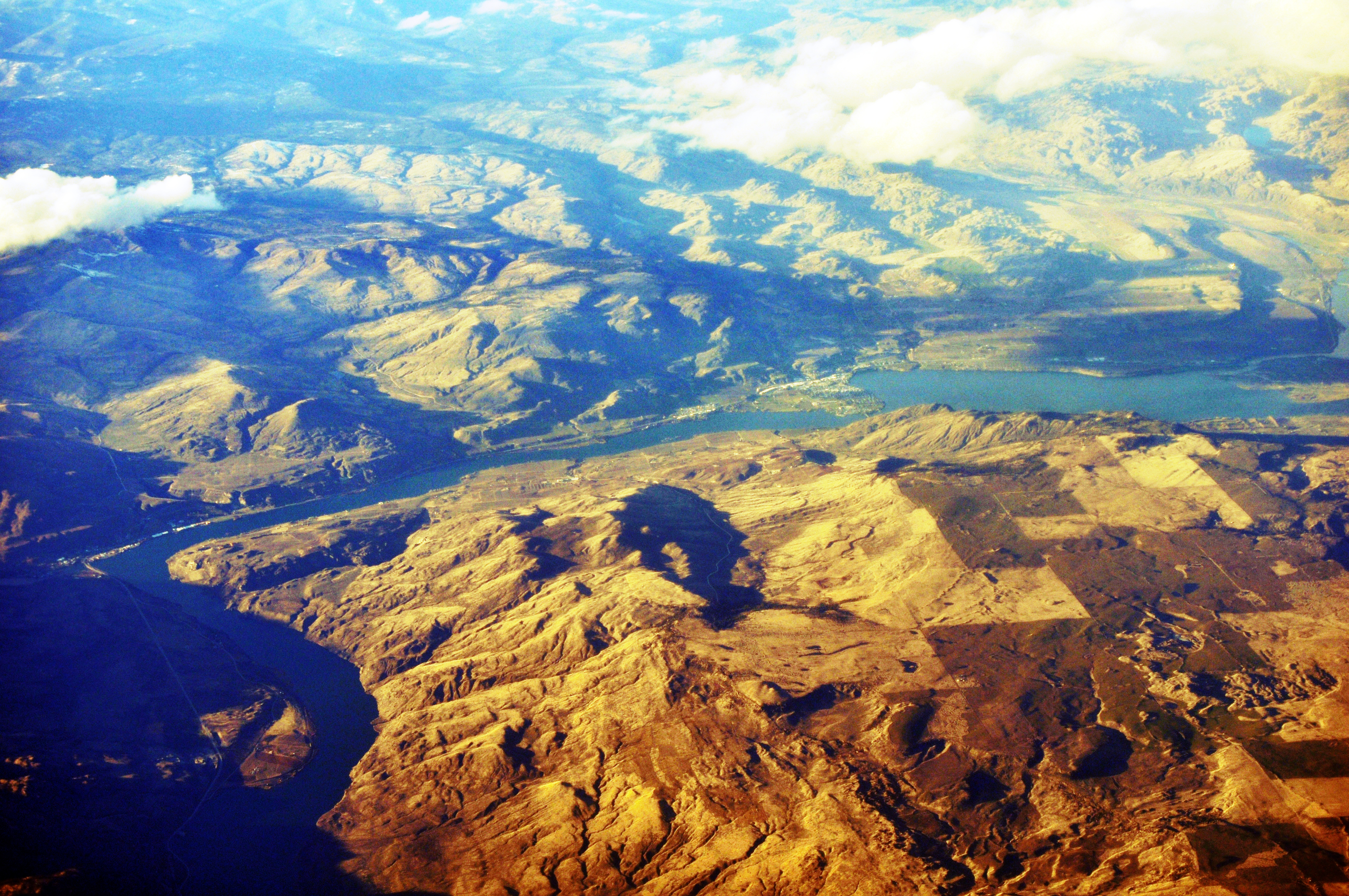
Luftbild von Brewster am Columbia River.

### Census 2010
Nach der Volkszählung von 2010  gab es in Brewster 2.370 Einwohner, 699 Haushalte und 535 Familien. Die Bevölkerungsdichte betrug 769 pro km². Es gab 730 Wohneinheiten bei einer mittleren Dichte von 236,8 pro km².
Die Bevölkerung bestand zu 50,8 % aus Weißen, zu 0,3 % aus Afroamerikanern, zu 2,2 % aus Indianern, zu 0,2 % aus Asiaten, zu 43 % aus anderen „Rassen“ und zu 3,5 % aus zwei oder mehr „Rassen“. Hispanics oder Latinos „jeglicher Rasse“ bildeten 73 % der Bevölkerung.
Von den 699 Haushalten beherbergten 54,5 % Kinder unter 18 Jahren, 52,9 % wurden von zusammen lebenden verheirateten Paaren, 15,6 % von alleinerziehenden Müttern und 8 % von alleinstehenden Vätern geführt; 23,5 % waren Nicht-Familien. 20,5 % der Haushalte waren Singles und 10 % waren alleinstehende über 65-jährige Personen. Die durchschnittliche Haushaltsgröße betrug 3,31 und die durchschnittliche Familiengröße 3,81 Personen.
Der Median des Alters in der Stadt betrug 27,6 Jahre. 35,1 % der Einwohner waren unter 18, 11,1 % zwischen 18 und 24, 26,4 % zwischen 25 und 44, 17,2 % zwischen 45 und 64 und 10 65 Jahre oder älter. Von den Einwohnern waren 50,4 % Männer und 49,6 % Frauen.

### Census 2000
Nach der Volkszählung von 2000 gab es in Brewster 2.189 Einwohner, 662 Haushalte und 485 Familien. Die Bevölkerungsdichte betrug 704,3 pro km². Es gab 739 Wohneinheiten bei einer mittleren Dichte von 237,8 pro km².
Die Bevölkerung bestand zu 54,91 % aus Weißen, zu 0,37 % aus Afroamerikanern, zu 2,28 % aus Indianern, zu 0,27 % aus Asiaten, zu 38,78 % aus anderen „Rassen“ und zu 3,38 % aus zwei oder mehr „Rassen“. Hispanics oder Latinos „jeglicher Rasse“ bildeten 59,5 % der Bevölkerung.
Von den 662 Haushalten beherbergten 49,2 % Kinder unter 18 Jahren, 53,3 % wurden von zusammen lebenden verheirateten Paaren, 13,6 % von alleinerziehenden Müttern geführt; 26,6 % waren Nicht-Familien. 23,4 % der Haushalte waren Singles und 14,8 % waren alleinstehende über 65-jährige Personen. Die durchschnittliche Haushaltsgröße betrug 3,23 und die durchschnittliche Familiengröße 3,8 Personen.
Der Median des Alters in der Stadt betrug 27 Jahre. 35,3 % der Einwohner waren unter 18, 11,7 % zwischen 18 und 24, 26,7 % zwischen 25 und 44, 14,6 % zwischen 45 und 64 und 11,7 65 Jahre oder älter. Auf 100 Frauen kamen 93 Männer, bei den über 18-Jährigen waren es 90,2 Männer auf 100 Frauen.
Alle Angaben zum mittleren Einkommen beziehen sich auf den Median. Das mittlere Haushaltseinkommen betrug 21.556 US$, in den Familien waren es 22.381 US$. Männer hatten ein mittleres Einkommen von 15.652 US$ gegenüber 16.154 US$ bei Frauen. Das Pro-Kopf-Einkommen betrug 9.555 US$. Etwa 29,1 % der Familien und 31,7 % der Gesamtbevölkerung lebte unterhalb der Armutsgrenze; das betraf 38 % der unter 18-Jährigen und 16,4 % der über 65-Jährigen.

## Partnerstädte
- Takahagi, Japan